# Frantz Van Dorpe
Frantz Pieter Van Dorpe (Kortrijk, 20 mei 1906 - Sint-Niklaas, 14 mei 1990) was een Belgisch industrieel en politicus voor de CVP. Hij was burgemeester van Sint-Niklaas.

## Levensloop
Frantz Van Dorpe was de zoon van advocaat en industrieel Leo Van Dorpe en van Maria Helene Janssens de Varebeke. Hij was een achterkleinzoon van Leonard Van Dorpe, lid van het Nationaal Congres in 1830 voor het arrondissement Kortrijk.
Van Dorpe studeerde aan het Sint-Jozef-Klein-Seminarie van Sint-Niklaas, het Sint-Amandscollege in Kortrijk en het Wimbledon College in het Engelse Wimbledon. Het hoger onderwijs volgde hij aan de Hogere Nijverheidsschool in Gent waar hij studeerde voor ingenieur in de textiel-scheikunde.
Voor de Tweede Wereldoorlog was hij een prominent lid van Verdinaso. Hij werd hoofdman van de afdeling Brussel, gouwleider voor Brabant en instructeur van de Dinaso Militanten Orde. In 1938-1939 lag hij samen met o.a. Jef Van Bilsen en Paul Persyn (de zgn. 'Antwerpse groep' of 'burgerlijke vleugel', die een gematigder en parlementaire richting voorstonden) in conflict met de andere leiders van de beweging zoals Jef François en zelfs met Joris van Severen die een uitgesproken pro-nationaalsocialistische koers wilden varen. In 1938 stichtte hij met enkele gelijkgezinden de Vereniging België-Nederland-Luxemburg en werd er de secretaris van. In september 1939 nam hij ontslag uit het Verdinaso. Samen met Tony Herbert en Willem Melis werd hij in juni 1940 opnieuw lid. Niet voor lang echter, aangezien Verdinaso opging in de zogenaamde Eenheidsbeweging met VNV en Rex-Vlaanderen, wat niet strookte met Van Dorpes opinies.
Hij werd vanaf eind 1941 actief in het verzet samen met zijn broer Joseph in de verzetsgroepen Zero en Othello.
Van 1946 tot 1954 was hij secretaris-generaal van het Belgisch Benelux-comité. Van 1974 tot 1976 was hij ondervoorzitter van België in de wereld.
Hij werd in 1964 verkozen tot gemeenteraadslid en was van 1965 tot 1976 burgemeester van Sint-Niklaas.
Hij was ondervoorzitter van 1959 tot 1972 en erebestuurder van het Vlaams Economisch Verbond.
Van Dorpe was beheerder van meerdere vennootschappen, onder andere nv Janssens M&L, nv Sawyers Europe, nv Nobels-Peelman, nv Attraco en nv Almanij.
Hij produceerde in 1952 de film Het banket der smokkelaars (Le banquet des fraudeurs) van Henri Storck naar een scenario van Charles Spaak. In deze langspeelfilm (de enige van Storck) wordt op een komische wijze de Benelux-gedachte alsook de Europese eenwording, die Van Dorpe altijd heeft voorgestaan, verdedigd.

## Eretekens
Hij was drager van talrijke nationale en buitenlandse eretekens:
- Commandeur in de Kroonorde;
- Commandeur in de Orde van Leopold II met de zwaarden;
- Oorlogskruis 1940-1945 met de palm;
- King's medal of courage in the cause of Freedom;
- Croix de Guerre Française avec étoile de vermeil;
- Orde van Verdienste van de Bondsrepubliek Duitsland Kruis van verdienste I. Klasse.